# سعيد أباد (ماكو)
سعيد أباد هي قرية في مقاطعة ماكو، إيران. عدد سكان هذه القرية هو 14 في سنة 2006.